# PANDAS
Das Akronym PANDAS steht für englisch  Pediatric Autoimmune Neuropsychiatric Disorders Associated with Streptococcal Infections. Es gilt als Subkategorie des Pediatric Acute-onset Neuropsychiatric Syndrome (PANS). Es beschreibt ein inzwischen weitgehend anerkanntes und bereits im Tierversuch erfolgreich nachvollzogenes neuropsychiatrisches Syndrom, bei dem in Kindheit und Jugend nach Infektionen mit β-hämolysierenden Streptokokken der Gruppe A schlagartig neuropsychiatrische Symptome einsetzen, die unbehandelt einen langfristigen, chronischen Verlauf nehmen können.

## Ursachen und Verlauf
Es wird davon ausgegangen, dass Antikörper, die bei Streptokokkeninfektionen des Hals- und Rachenraums bzw. des Mittelohrs (Scharlach, Otitis media) gebildet werden und gegen die Zelloberfläche der Bakterien gerichtet sind mit speziellen Strukturen des Gehirns kreuzreagieren – insbesondere den Basalganglien, die für die Koordination von Bewegungen zuständig sind. Der angenommene pathogene Mechanismus entspricht im Wesentlichen dem der Chorea minor, mit dem Unterschied, dass bei PANDAS die psychiatrischen Symptome dominieren. Untersuchungen mit bildgebenden Verfahrungen deuten auf Veränderungen in Teilen des Gehirns (Striatum) bei PANDAS-Patienten hin.  In der Folge kommt es zu Verhaltensänderungen und Störungen der Motorik sowie zu einer Zwangsstörung mit plötzlichem, oft fulminantem Beginn, die unbehandelt chronifizieren und lebenslang persistieren kann. So sei auch ein Teil der Fälle von Zwangs- und Ticstörungen bei Erwachsenen möglicherweise die Folge eines in der Kindheit erworbenen PANDAS-Syndroms. Eine frühzeitige, konsequente Behandlung wird daher von einigen Forschern befürwortet, um eine Chronifizierung zu vermeiden.

## PANDAS vs. PANS
Das staatliche National Institute of Mental Health der USA subsumiert seit 2012 PANDAS als Subkategorie von PANS Pediatric Acute-onset Neuropsychiatric Syndrome. Die klinische Diagnose PANS wurde aufgrund des aktuellen Wissenstandes zum Oberbegriff erklärt. PANS ist ein immunologisch verursachtes neurologisches Syndrom mit neuropsychiatrischen und systemischen Symptomen. Aktuelle Forschungen geben Hinweise darauf, dass das Vorhandensein von Basalganglien-Antikörpern im Gehirn der Patienten die Folge einer vorangegangenen Infektion sein könnte. PANS fasst zum einen unter der Bezeichnung PITANDS infektiöse Trigger zusammen, zum anderen kämen nichtinfektiöse Ursachen, wie zum Beispiel Stoffwechselstörungen in Frage. PANDAS bildet hierbei eine Untergruppe von PITANDS. Auch eine mögliche Verursachung des PANS durch Mykoplasmen und andere Erreger wird angenommen und derzeit erforscht.

## Symptome
Diagnostische Kriterien für PANDAS sind gemäß National Institute of Mental Health (NIMH):
1. Abrupter, dramatischer Beginn von Symptomen (Verhaltens- und Denkstörungen) aus dem Zwangsspektrum und/oder Tics bzw. Verweigerung der Nahrungseinnahme.
2. Gleichzeitiges Vorliegen zusätzlicher neuropsychiatrischer Symptome mit ähnlicher Schwere und ebenfalls plötzlichem Einsetzen. Dabei müssen mindestens zwei der folgenden Kategorien vorliegen:
  1. Ängstlichkeit
  2. Emotionale Labilität und/oder Depression
  3. Reizbarkeit, Aggression und/oder der Situation unangemessen aufsässiges Verhalten
  4. Rückentwicklung in der Verhaltensentwicklung/Reife (bei Kindern und Jugendlichen)
  5. Verschlechterung der Schul- bzw. Arbeitsleistungen
  6. Sensorische und/oder motorische Auffälligkeiten (u. a. Verschlechterung der Handschrift oder Dysgraphie)[30]
  7. Somatische Symptome wie z. B. Schlafstörungen,[31] Enuresis (Bettnässen) und/oder eine Änderung in der Häufigkeit des Wasserlassens
  8. Weitere neurologisch-psychiatrische Auffälligkeiten wie Trennungsängste, kognitive Defizite, Gedächtnisprobleme u. ä.[27][32]
3. Die Symptome können durch andere Krankheiten nicht besser erklärt werden, z. B. durch Chorea minor (Sydenham chorea), Lupus erythematodes, Tourette-Syndrom und andere.

## Stand der Forschung
PANDAS ist als noch in Erforschung befindliches Syndrom bislang zwar nicht im ICD-10 oder DSM-5 als eigenständige Erkrankung aufgeführt, jedoch wurde es im Rahmen der Entwicklung des DSM-5 diskutiert und als real existierende Entität beschrieben. Auch die Europäische Leitlinie für das Tourette-Syndrom und andere Ticstörungen (European clinical guidelines for Tourette syndrome and other tic disorders) berücksichtigt PANDAS seit 2011. Die Deutsche Gesellschaft für Kinder- und Jugendpsychiatrie nennt in ihren Behandlungsleitlinien für Zwangsstörungen (Stand 2007) das PANDAS-Syndrom und die Notwendigkeit der Bestimmung des Antistreptolysin-Titers bei Kindern und Jugendlichen mit frisch ausgebrochener Zwangsstörung, die kurz zuvor eine mutmaßlich durch Streptokokken verursachte Infektion durchgemacht haben. Auch in der neuen deutschen S3-Leitlinie zur Zwangsstörung bei Erwachsenen wird PANDAS berücksichtigt.
Die International OCD Foundation hat 2011 erstmals öffentlich gefordert, dass bei Kindern mit plötzlich einsetzender Tic- oder Zwangserkrankung generell ein Streptokokkenantikörpertest durchgeführt werden soll.
Zunehmend rückt bei den Forschungen auch die Frage in den Fokus, ob nicht auch Tic- und Zwangsstörungen des Erwachsenenalters durch den zuvor beschrieben Mechanismus ausgelöst werden können. Entsprechende erste Hinweise hierauf geben eine Arbeit des „Dipartimento di Scienze Psichiatiche e Medicina Psicologica“ der Sapienza-Universität in Rom sowie weiterführende Studien. Auch in Deutschland ist PANDAS inzwischen als Forschungskonzept im Bereich der Tic- und Zwangserkrankungen Gegenstand von Studien und wissenschaftlichen Arbeiten.
Das NIMH hat Ende 2011 eine Langzeitstudie veranlasst, die klären soll, ob eine intravenöse Immunglobulintherapie zur Linderung von durch PANDAS verursachten Symptomen führen kann. Diese Studie sollte 2016 erste belastbare Ergebnisse liefern und würde im Erfolgsfall eine ursächliche Therapie ermöglichen, die es bisher nicht gibt. Die Studie wurde 2017 abgeschlossen.
Insgesamt befindet sich PANDAS weiter in intensiver Erforschung bezüglich seines Stellenwertes als eigenständiges Krankheitsbild als auch seiner Konsequenzen.

## Entdeckung und Historie
Ein Zusammenhang zwischen rheumatischen Fieber, Chorea minor und Zwangssymptomen war in der Forschung bereits in den 1970er und -80er Jahren bekannt. Als Symptomenkomplex systematisch erforscht und benannt wurde PANDAS erstmals 1998 von S. E. Swedo und Mitautoren. Die Autoren stellten die Hypothese auf, dass es sich hierbei um eine unvollständige Form der Chorea minor, wie sie beim rheumatischen Fieber vorkommt, handelt. Das NIMH der USA, die International OCD Foundation und die Deutsche Gesellschaft für Kinder- und Jugendpsychiatrie nehmen PANDAS jedoch bereits ernst.
Die letzte größere Kritik am PANDAS-Konzept kam 2004 von Kaplan und Kurlan. Sie kritisierten, dass die diagnostischen Kriterien einerseits zu unscharf formuliert und andererseits zu wenig durch prospektive Studien abgesichert sein. Daher stelle sich insbesondere die Frage nach praktischen klinischen diagnostischen und therapeutischen Konsequenzen. Sie lehnen das Konzept von PANDAS nicht völlig ab, kommen aber zu dem Schluss, dass die PANDAS-Hypothese noch fundierter erforscht werden müsse. Praktische diagnostische oder therapeutische Maßnahmen sollten erst nach Vorliegen weiterer kontrollierter prospektiver Studien abgeleitet werden. Leonard und Swedo haben diese Kritik zum Anlass einer weiteren Arbeit genommen, welche die Einwände von Kurlan und Kaplan widerlegen soll.
Roger Kurlan veröffentlichte zusammen mit Harvey S. Singer, Donald L. Gilbert, David S. Wolf und Jonathan W. Mink im Dezember 2011 einen weiteren Artikel in der Fachzeitschrift Pediatrics, in der das Konzept von durch Antikörpern induzierte psychiatrische und/oder neurologische Erkrankungen anerkannt wird. Allerdings fordert Kurlan nun zusammen mit den anderen Autoren, das auf Streptokokken-Antikörper beschränkte PANDAS unter ein „Childhood Acute Neuropsychiatric Symptoms“ (CANS) genanntes Krankheitsbild zu subsumieren. Hintergrund sei, dass der Stand der Forschung inzwischen ergeben habe, dass auch andere Antikörper und autoimmunes Geschehen PANDAS-artige Symptombilder hervorrufen können. Diese Diskussion mündete Anfang 2012 in der „Einigung“ auf ein White Paper zu PANS (Pediatric Acute-onset Neuropsychiatric Syndrome). PANS beschreibt dabei, ebenso wie PANDAS, dass es das Phänomen rapide einsetzender Zwangs- und Ticstörungen im Kindesalter gibt, geht aber von mehreren infektiösen und nichtsinfektiösen Triggern als möglicher Ursache aus. PANDAS als durch Streptokokken verursachtes Syndrom wäre damit nur noch eine Subkategorie von PANS. Das NIMH erkennt diese Neudefinition inzwischen an.
Über PANS gibt es seit 2016 einen Dokumentarfilm My kid is not crazy über die Langzeitbeobachtung betroffener Kinder und deren Familien. Der Autor Tim Sorel lässt auch Mediziner zu Wort kommen. Der Film tourte mit großem Erfolg in den USA.
Die Initiative des PANDAS Network zum „PANDAS PANS Awareness Day“ ist in vielen amerikanischen Bundesstaaten erfolgreich.

## Behandlung
Da PANDAS sich nach wie vor in der Erforschung befindet, erfolgt die Behandlung in der Regel symptomatisch. Als ursächliche Behandlung erfolgversprechend zeigten sich in Studien immunbasierte und antibiotische Therapien. Bei nachgewiesener Streptokokkeninfektion kann eine Antibiotikagabe wirksam sein. Die Forschungen hierzu sind allerdings noch nicht abgeschlossen, die antibiotische Prophylaxe hat noch keinen routinemäßigen Einzug in den klinischen Alltag gefunden. Hierzu liegen bisher nur Studienergebnisse zur PANDAS-Untergruppe vor. Eine frühzeitige Behandlung, symptomatisch wie auch ursächlich, scheint angeraten, um eine Chronifizierung zu vermeiden. In einer paneuropäischen Studienreihe (EMTICS) wurde erforscht, welche Einflussfaktoren (z. B. Genetik, Infektionen und autoimmune Faktoren) bei der Entstehung von Tic-Störungen eine Rolle spielen. Die Deutsche Gesellschaft für Neurologie rät daher, bis zum Vorliegen der Ergebnisse der europaweiten Studie, bei Verdacht auf PANDAS auf eine Langzeitantibiotikagabe oder eine immunsuppressive Therapie zu verzichten.